# Village gai (Montréal)
Le Village gai, officiellement Le Village, est le quartier gai de Montréal (Québec, Canada). Il se trouve dans le secteur Centre-Sud de l'arrondissement de Ville-Marie. 

## Géographie
Le village gai de Montréal se trouve à environ 1,6 km à l'est du centre-ville de Montréal, immédiatement à l'est du Quartier latin et au sud du parc La Fontaine. Le village gai est un espace social et non administratif; il ne comporte donc pas de limites officielles. Il est centré sur la rue Sainte-Catherine, entre les stations de métro Berri-UQAM, Beaudry et Papineau. Il est généralement représenté comme un grand quadrilatère formé par la rue Berri à l'ouest, la rue Sherbrooke au nord, avenue De Lorimier à l'est et l'avenue Viger au sud,. Le Village se trouve en contrebas de la côte Sherbrooke. La définition la plus restrictive du Village est le territoire défini par règlement de l'action de la Société de développement commercial (SDC) du village, soit la rue Sainte-Catherine entre les rues Berri et Cartier ainsi que la rue Atateken entre le boulevard René-Lévesque et la rue Robin.

## Urbanisme

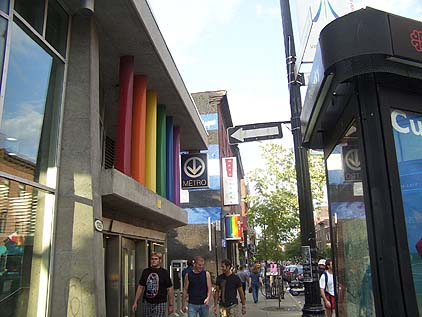
Station de métro Beaudry au cœur du Village gai, le premier bâtiment public au monde à arborer les couleurs gaies

Le quartier compte quelques parcs urbains dont le parc de l’Espoir, le parc Raymond-Blain et le parc des Vétérans.
Le quartier se caractérise par un espace urbain diversifié et une signature visuelle forte. Des initiatives d'art public améliorent le cadre visuel du quartier et lui donnent une signature plus artistique. L'entrée de la station de métro Beaudry, située au cœur du Village, est décorée de colonnes arc-en-ciel. Le Village est spécifiquement marqué sur une carte officielle de la ville. La devanture de l'ancien cinéma Ouimetoscope est orné d'un diptyque géant de Zilon entre 2010 et 2013. Le quartier compte plusieurs peintures murales, par exemple Restauration ! peinte par Brian Keith Lanier et 50 Cakes of Gay peinte par l'artiste française Kashink, toutes deux sur la rue Amherst,.
La rue Sainte-Catherine est piétonnière tout l’été. La Société de Développement Commercial (SDC) du Village propose, à la suite du succès de la fermeture de la rue durant les Outgames en 2006, la piétonisation de la rue Sainte-Catherine dans le Village en période estivale, intervention mise en place par l'arrondissement de Ville-Marie à partir de 2008. La rue est complètement piétonnisée et fermée à toute circulation automobile, entre les rues Berri et Papineau entre mai et septembre depuis. L'aménagement d'Aires libres — notamment Les Boules roses suspendues au-dessus de la rue et l'Aire Banque Nationale — est salué par différentes reconnaissances et mentions en design à travers le monde. L'espace public du Village est orné de plusieurs éléments culturels, comme les 23 panneaux de photos géantes sur la rue Sainte-Catherine entre la rue Saint-Hubert et l'avenue Papineau ou les inscriptions design sur la façade de la Place Dupuis. Le parc Serge-Garant, adjacent à l'édicule de la station de métro Beaudry, est réaménagé en 2013, davantage végétalisé et comportant des panneaux de huit photos géantes tirées de pièces de danse contemporaine de compagnies montréalaises. Pour certains, les façades des commerces demeurent affreuses et l'aménagement de certaines terrasses pourrait être d'un goût douteux.

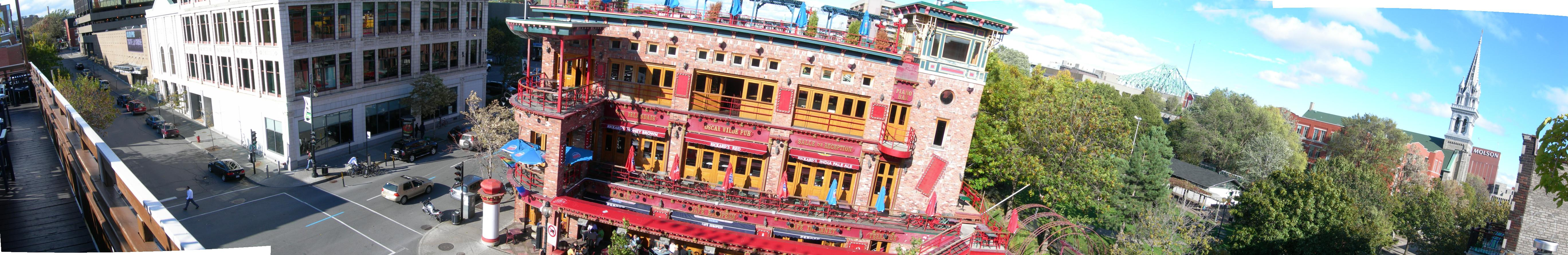
Partie Est du Village

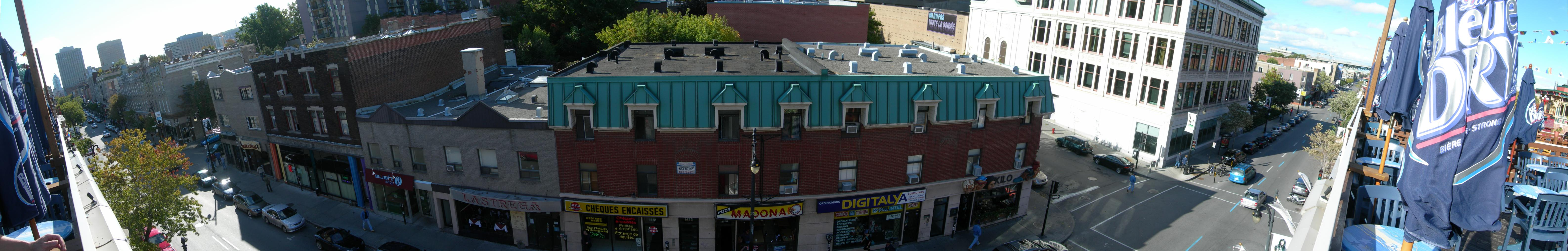
Panorama de la rue Ste-Catherine vu de la terrasse du Complexe Sky

Dans le cadre du projet Carré des arts prévoyant la construction d'une cinquantine de logements dans un édifice de cinq étages au nord du Marché Saint-Jacques, l'arrondissement de Ville-Marie prévoit un changement au règlement de zonage pour accroître la hauteur autorisée de 16 à 25 étages (automne 2015).

## Histoire

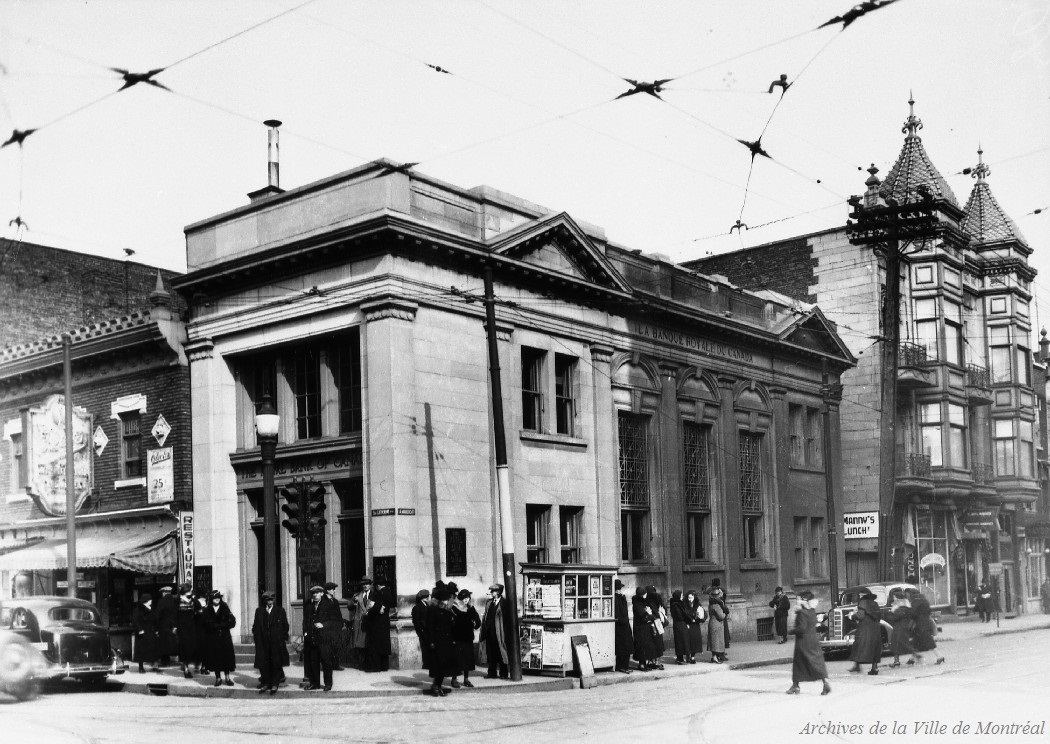
Rue Sainte-Catherine et Amherst, 1936.

D'abord un quartier pauvre, faisant partie du quartier Centre-Sud de la ville, le secteur est progressivement occupé par la communauté gaie et lesbienne à partir des années 1970. Les pionniers s'installent au milieu des années 1970 dans le Faubourg à m'lasse : le magasin de l'érotisme gai Priape, fondé en 1974, qui se trouve alors sur le boulevard De Maisonneuve, la boite de nuit La Boite en Haut  en 1975, au coin des rues Sainte-Catherine et Alexandre-De Sève. La Boîte en Haut présente spectacles de chansons et des spectacles de travestis; elle offre également une piste de danse. Pendant plusieurs années, cet établissement demeure le seul bar sur ce segment de la rue Sainte-Catherine, où les commerces demeurent peu nombreux et beaucoup de locaux sont inoccupés, dans un secteur assez pauvre, sans vie, où les personnes LGBT ne vivent pas encore et se cachent encore des regards et donc ne flânent pas sur la rue. Bien que plusieurs associent la création du Village aux actions de la Ville de Montréal visant la fermeture de plusieurs bars et boîtes de nuit LGBT avant la tenue des Jeux olympiques d'été de 1976,, le départ ou la fermeture des commerces gais situés sur le boulevard Saint-Laurent ou dans le secteur ouest du centre-ville, entre les rues Stanley et Atwater, lequel est alors considéré comme le quartier gai de Montréal et auquel on réfère parfois comme le Village gai de l'Ouest, se fait plutôt dans la deuxième partie des années 1970 et dans la première moitié des années 1980. Le déplacement des commerces de l'Ouest vers le Village gai actuel serait lié en partie à des facteurs économiques, notamment le prix des loyers commerciaux élevés au centre-ville et la récession de 1982-1983,. Les nombreuses descentes de police et l'organisation du mouvement gai en réaction à ces actions survenues dans les années 1970 amène les personnes LGBTQ à se regrouper spatialement et à rechercher des espaces leur offrant une sécurité. Les facteurs sociaux sont également déterminants. La descente de police en octobre 1977 au Mystique et au Truxx au cours de laquelle 144 hommes sont arrêtés constitue un événement ayant contribué au déclin du Village de l'Ouest.
La venue d'établissements pour la communauté gaie s'intensifie au début des années 1980. En 1982, le bar de danseurs nus Les Deux R et la discothèque 1681 ouvrent leurs portes. L'année suivante, la Taverne Normandie, de même que le bar Max prennent pignon sur la rue Sainte-Catherine, aux abords de la station de métro Beaudry, alors que le centre d'esthétique au masculin  Physotech s'implante sur la rue Amherst tout près. Le quartier devient rapidement populaire auprès des hommes gais de Montréal et est désigné comme le Nouveau village de l'Est. En 1984, le bar Bud's ferme ses portes alors que la clientèle déserte le Village de l'Ouest, effrayée en raison des interventions policières dans les établissements qui y sont situés. Si quelques commerces gais demeurent dans le Red Light rue Saint-Laurent, le Village devient le centre économique et social de la vie gaie montréalaise, et québécoise. La publication du magazine Fugues débute en 1984, la clinique médicale l'Actuel est fondée en 1987. Plusieurs de ces établissements (Normandie, Priape, Physotech) existent toujours, constituant ainsi des institutions pour la communauté LGBT québécoise. 
En 1998-1999, la Société de transport de la Communauté urbaine de Montréal, dans le cadre des travaux de réfection de la station de métro Beaudry, arbore l'édicule des couleurs arc-en-ciel, symbolisant la reconnaissance officielle par les autorités de la communauté LGBT. La Société de développement commercial du Village est fondée en 2006. Depuis la zone a été rénovée grâce aux récents investissements gouvernementaux et de la Ville de Montréal. Malgré une répression qui dure jusqu'au début des années 1990, le soutien gouvernemental au Village n'est plus contraint. Tous les trois ordres de gouvernement font la promotion du Village, du climat tolérant du Québec et de la vie gaie dans Montréal comme attrait touristique.
Bien que connu sous le vocable Village gai, le quartier n’est pas devenu un ghetto pour autant. Frank Remiggi, professeur de géographie historique et culturelle à l’Université du Québec à Montréal et codirecteur de l’ouvrage « Sortir de l’ombre »,, considère qu'« il s’agit d’un espace ouvert et non répressif qui ne correspond pas au concept du ghetto ».

Les Outgames mondiaux, qui ont eu lieu à Montréal du 29 juillet au 5 août 2006 sous le nom Rendez-vous Montréal 2006, furent un évènement sportif et culturel d'envergure internationale organisés par la communauté gaie et lesbienne avec près de 11 000 participants et plus de 250 000 touristes, soit le plus grand évènement sportif à se tenir dans la ville depuis les Jeux olympiques d'été de 1976. Le Village gai de Montréal fut au centre de l'évènement. Malheureusement une faillite est survenue dès les Outgames terminés, nuisant à l'image positive qui bénéficiait jusque-là aux gais montréalais.
Au fil des années, différentes publications dont les bureaux se trouvent dans le Village visent la clientèle gaie montréalaise et québécoise, par exemple Attitude, Village, Gazelle, RG, La Voix du Village, Être et  Fugues (qui est la seule d'entre elles à encore exister). D'autres médias gais se sont ajoutés au fil des années, offrant au Village une diversité dans l'information spécialisée comme Gay Globe Magazine (depuis 1998), le Guide arc-en-ciel, ZIP et DécorHomme.  
Différents bars et boîtes de nuit ont animé et animent encore la vie nocturne du Village, dont le complexe Sky, le Unity, l'Aigle Noir, le Stud, le Date, le Cocktail, le Rocky, le Relaxe, le Circus et le Stereo. Au fil des ans, plusieurs autres établissements disparus ont marqué la vie nocturne, dont le  Max, le Pipeline, le Club David dans les années 1980, le Sécurité Maximum dans les années 1990, le Parking et le Drugstore dans les années 2000. Le Drugstore, opérant dans les anciens locaux de la Taverne du Village, et détenant ainsi un permis d'alcool datant du XIXe siècle  ferme ses portes en 2013 en raison de la hausse des loyers. Un jugement de la cour d'appel du Québec statue, en février 2017, qu'à partir de 1999 les commerces situés dans l’immeuble emblématique de la Station C (qui a accueilli, entre autres le Théâtre Félix-Leclerc, le légendaire bar KOX, les Katakombes, le HOME, le Backroom, le KLOK, le bar Apollon, le Code et le Play) ne pouvaient pas obtenir de permis d’alcool étant donné que l’immeuble est situé à moins de 25 mètres d’un autre debit de boissons alcooliques.

## Politique et administration
À l'échelon municipal, le quartier fait partie du district électoral de Saint-Jacques et de l'arrondissement de Ville-Marie. Plusieurs citoyens considèrent la nomination d'office du maire de Montréal comme maire de Ville-Marie et comme leur magistrat comme une aberration, faisant passer les intérêts des citoyens des quartiers centraux en second. À l'élection de 2013, certains candidats comme conseiller du district, habitant d'autres quartiers, semblent peu au courant des enjeux du Village. Afin de souligner l'importance du Village pour la ville, le maire de l'arrondissement Ville-Marie a récemment placé un drapeau arc-en-ciel (le drapeau gai) dans la salle du conseil.
Pour ce qui est de la représentation aux parlements, le Village est rattaché à la circonscription québécoise de Sainte-Marie-Saint-Jacques (auparavant Saint-Jacques) et à la circonscription fédérale de Laurier-Sainte-Marie (auparavant Sainte-Marie). Outre un intermède entre 1983 et 1985, le quartier a été représenté à l'Assemblée nationale du Québec par des députés du Parti québécois, dont Claude Charron et André Boulerice, tous deux gais, sur une période de 35 ans. Depuis 2014, Manon Massé, députée lesbienne de Québec solidaire, représente la circonscription.

## Économie
Les gais et lesbiennes vivent partout dans la ville, où ils sont généralement grandement acceptés.  La densité résidentielle de ceux-ci dans le quartier est sensiblement plus élevée qu'ailleurs. Le Village contient une proportion plus élevée de magasins et de services pour la communauté gaie et lesbienne : il en est l'épicentre touristique et le lieu privilégié pour les festivités et le divertissement en général. Le Village contient une grande variété de bars et les discothèques pour la vie de nuit. Le site abrite également trois grands complexes de divertissement, dont l'un eux serait le plus grand au monde dans sa catégorie. Il existe également une grande variété de boutiques, restaurants, cafés, chambres d'hôtes et d'hôtels pour la communauté. Montréal est aussi connu pour son nombre élevé de saunas pour hommes. Le Village en accueille trois, alors qu'il y en a environ cinq dans la ville de Montréal. Il existe également quelques établissements pour gais et lesbiennes à l'extérieur du quartier. Plusieurs établissements s'adressent plus particulièrement à la clientèle locale, par exemple pharmacies, supermarchés, dépanneurs et services professionnels (notaire, etc.).
La Société de Développement Commercial du Village représente, depuis sa formation en 2006, les entrepreneurs du Village. Elle ciblent deux enjeux à améliorer, soit la vie de jour et l'espace réservé à la culture. La piétonnisation de la rue Sainte-Catherine dans le Village et la création d'Airs libres en 2008 sont deux actions entreprises pour répondre aux deux enjeux ciblés. Les mesures d'aménagement et d'animation comme Aires Libres sont financés à 85 % par les entreprises locales et à 15 % par l'arrondissement. Le taux d'inoccupation des locaux commerciaux est passé de 22 % à 6 %. La SDC travaille avec le milieu communautaire, la police de quartier et les intervenants de rue compte tenu du contexte social particulier du quartier. Les établissements commerciaux du Village connaissent une diminution de l'achalandage de la clientèle gaie, notamment en raison de la présence d'Internet qui permet aux personnes LGBT de se rencontrer autrement que dans les établissements s'adressant spécifiquement à ce groupe. De plus, les LGBT se sentent à l'aise dans les différentes quartiere de Montréal. La plupart des commerçants gais du Village ne sont pas propriétaires de leur local, ce qui pose un problème de viabilité à long terme, en raison de la spéculation immobilière dans le quartier.
Le centre communautaire des gais et lesbiennes de Montréal de la Fondation Mario-Racine planifie actuellement la construction d'un important complexe communautaire au cœur du quartier. Depuis l'été 2006, la SDC offre un accès gratuit à internet sans-fil partout sur les artères commerciales Sainte-Catherine et Amherst. Un groupe de commerçants de la rue Amherst propose d’étendre le territoire de la SDC pour inclure la portion de cette artère commerciale entre la rue Sherbrooke (donc incluant le marché Saint-Jacques et l’Écomusée du fier monde) et la rue Robin, actuelle limite nord de la SDC. Ils proposent de plus de modifier le nom de la rue Amherst en raison de la controverse entourant ce personnage qui a décimé la population des Delawares. Certains suggèrent comme nom la rue du Quai de l’Horloge, comme l’Horloge sur le quai du Vieux-Port se trouve en perspective de cette rue. 
Le quartier figure sur les cartes touristiques de Tourisme Montréal qui en fait la promotion.

## Culture
Le Village gay est, avec le secteur de la Place des Arts, le pôle culturel le plus important au Québec. Il a longtemps abrité le Ouimetoscope, première salle de cinéma permanente au Canada. Il compte encore plusieurs salles de spectacle, dont l'Usine C, le Théâtre National, le Théâtre Prospero et le Lion d'Or. Les grands studios de radio et de télévision québécois de la Société Radio-Canada et de TVA se trouvent à l'intérieur du Village alors que Télé-Québec est située quelques rues à l'est.
La librairie gaie Ménage à trois diffuse la littérature gaie dans le Village au moins jusqu'en 2008. Plusieurs œuvres littéraires et télévisuelles québécoises prennent place dans le Village, notamment le roman C't'à ton tour, Laura Cadieux ainsi que les séries Cover Girl et Tout sur moi. Fugues, situé sur la rue Anherst, est le principal média et une référence importante de la communauté LGBTQ québécoise,,. 
Le festival international Montréal en arts, où plusieurs artistes visuels exposent sur la rue piétonnière et à la place Émilie-Gamelin a lieu tous les ans en juin. Les Archives gaies du Québec sont préservées dans le Village. Le Village comprend l'Écomusée du fier monde et compte des galeries d'art comme la Galerie Dentaire ou Galerie Blanche.
L'Eugélionne, une librairie dédiée aux écrits de femmes et œuvres féministes, s'est installée dans le Village gai  en 2016. C'est une coopérative de solidarité à but non lucratif qui se spécialise dans la littérature des femmes (roman, poésie, bande-dessinée, essai, jeunesse) et les ouvrages féministes, queer, lesbiens, gais, bisexuels, trans, intersexe, asexuel et agenre, two-spirited, anti-racistes, anti-coloniaux, etc.

## Société

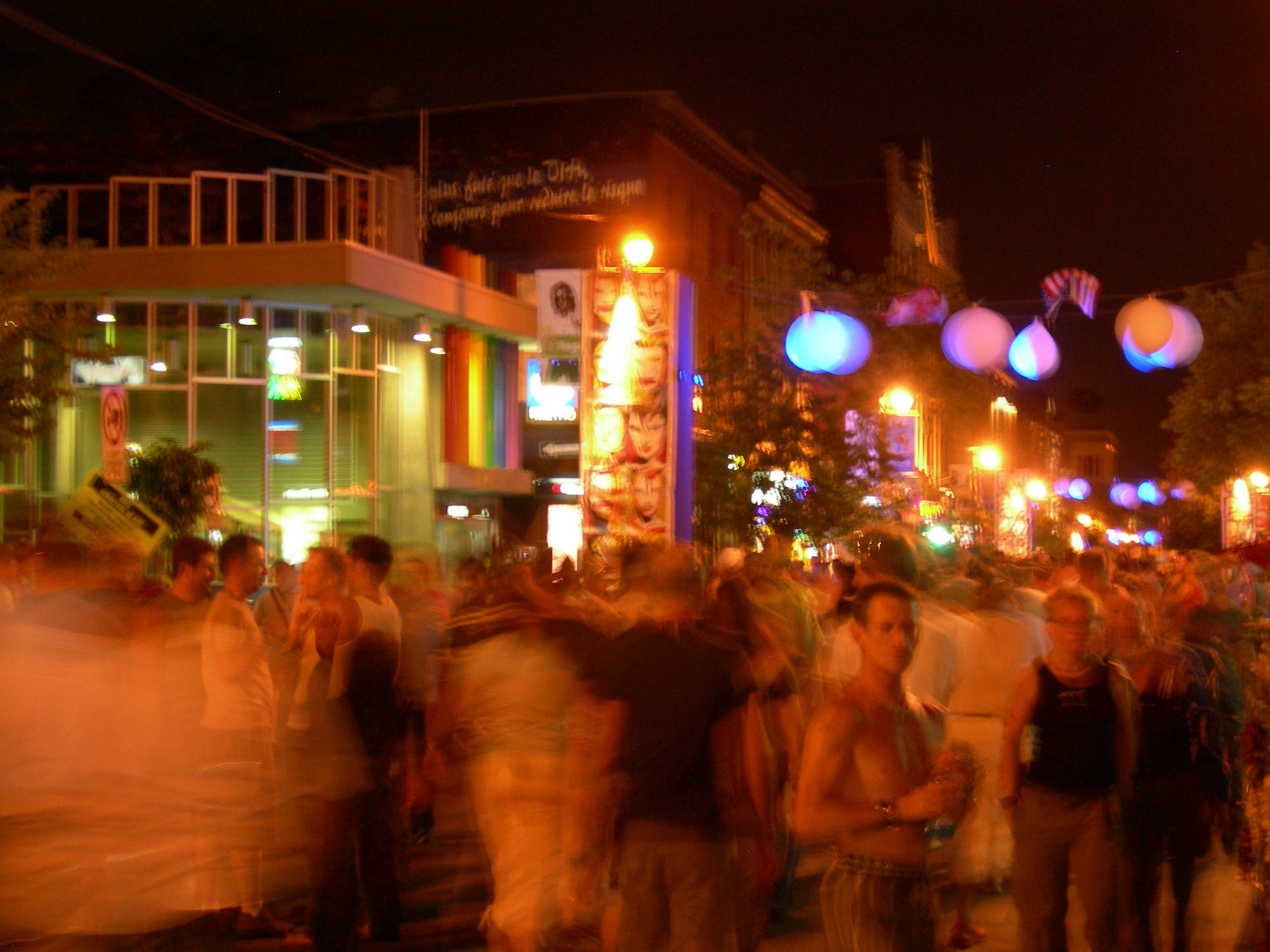
Festival Divers/Cité haut en couleur

Le Village s'est installé dans le quartier du Centre-Sud, où le niveau de pauvreté et de misère est historiquement l'un des plus élevés au Canada. Par ailleurs, il est adjacent au Quartier latin et au nœud de transport collectif de la région de Montréal, où se trouvent plusieurs organismes travaillant auprès des personnes éprouvant des troubles d'itinérance, de toxicomanie ou autres, de même que le Centre hospitalier de l'Université de Montréal. La population locale se compose d'un amalgame de personnes LGBT, de personnes à faible revenu, de personnes à problématiques psychosociales, de professionnels à revenu élevé travaillant au centre de Montréal, et de familles monoparentales et traditionnelles. La vie de nuit est intense et fait partie de la couleur du quartier. Malgré les problèmes de cohabitation, la population et les gens d'affaires locaux ont un sentiment d'appartenance et de fierté par rapport à leur quartier,.
Le Village gai de Montréal remplit un important rôle de services de niveau supérieur s'adressant à l'ensemble de la communauté LGBT du Québec et également à sa population locale composite et singulière. Ces services, qui couvrent les domaines de la santé, de l'aide aux personnes, des clientèles spécifiques, des communications, de la représentation sociopolitique et de la promotion économique, incluent notamment :
- Coalition Sida des Sourds du Québec
- Clinique et fondation L’Actuel
- Clinique médicale du Quartier Latin
- Au-delà de l'Arc-en-ciel
- Centre de solidarité lesbienne
- Cocaïnomanes Anonymes
- Crystal Meth Anonymes
- Dépendance affective sexuelle anonyme DASA
- Narcotiques Anonymes
- Action Séro Zéro (Rézo)
- Jeunesse Lambda
- Centre d'aide aux personnes atteintes de l'hépatite C
- Refuge des jeunes
- ROC
- Projet Travailleurs du sexe
- AIDS Community Care Montreal Sida
- Maison Plein Cœur
- Projet 10
- Gai Écoute / Fondation Émergence
- Groupe de Recherche et d'Intervention Sociale (GRIS-Montréal)
- Centre communautaire des gais et lesbiennes de Montréal
- Coalition des transsexuel(le)s et transsexué(e)s du Québec
- Aide aux transsexuels et transsexuelles du Québec
- Fugues
- Réseau des lesbiennes du Québec
- RG
- Chambre de commerce gaie du Québec

L'église Saint-Pierre-Apôtre de Montréal, située au cœur du quartier gai de Montréal, est fréquentée par la communauté gaie montréalaise. Depuis le 22 juillet 1996, une flamme brûle, en permanence, dans la chapelle de l'espoir de l'église Saint-Pierre-Apôtre, à la mémoire des victimes du SIDA.
Il y aurait dans le quartier quelque 6 000 personnes vivant en itinérance alors que les refuges ne disposent que de 500 places. Alors que la mise en place par la SDC d'un programme d'agents de liaison permet de régler certains problèmes de cohabitation avec les sans-abris, la présence de revendeurs de drogue est considérée envahissante et problématique, tandis que les centres de jeunes du quartier ne semblent pas vouloir coopérer avec la population résidente et les commerçants locaux. Les réaménagements des espaces publics n'ont pas eu l'effet escompté et la réduction de la surveillance policière lorsque la rue piétonnière redevient ouverte à la circulation automobile ne contribue pas à l'amélioration de la sécurité. Certains préconisent des solutions d'appropriation de tous les espaces par les citoyens, un meilleur éclairage public et l'animation.
Le Village gai, lieu intense d'activités et d'événements, est desservi par les postes de police 21 et 22 de la Ville de Montréal. La police de quartier et l'Équipe mobile de référence et d'intervention en itinérance travaillent étroitement avec les citoyens, les groupes communautaires, la SDC du Village et les organismes de santé mentale. 
Le quartier connaîtrait une augmentation de la fréquence d'agressions entre 2012 et 2014,. Le Collectif du Carré Rose Montréal offre aux personnes agressées les services d’un criminologue et d’un avocat notamment pour les rapports d'incidents. Son programme « Village sécuritaire » vise à sensibiliser les clients et propriétaires aux heures de sortie des bars. L'accroissement de la présence policière la nuit au début de 2014 aurait fait décroître les cas d'agressions. 
Certains comparent le Village, encore davantage avec la rue piétonnière, à un zoo où les hétérosexuels viendraient épier les gais dans leur habitat naturel, ce qui expliquerait que les jeunes gais préféreraient les établissements hétérosexuels des autres quartiers de la ville. Il demeure marqué par la souffrance, l'itinérance et la marginalité d'un segment vulnérable de la communauté gaie. Les jeunes homosexuels de banlieue ou des régions, souvent rejetés par leur famille, débarquent dans le Village mais se retrouvent souvent dans un milieu de drogue, de délinquance et de sexe. Pour ces chroniqueurs, le Village se réduirait au commerce du sexe, à un jardin de la misère urbaine. Certains arguent que le Village est important à une métropole cosmopolite et éclatée comme Montréal, comme le sont les quartiers portugais et italiens. Il existe une pluralité de lieux destinés à des clientèles cibles. Si la discrimination fondée sur toutes sortes de catégories de gens est exclue, incluant l'homosexualité, toute minorité a droit d'avoir ses lieux de rassemblement. Pour d'aucuns, « se demander si Montréal a besoin d'un village gai, c'est se demander si les gais et lesbiennes ont le droit d'avoir un endroit qui leur ressemble ». Pour d'autres, le Village est un melting pot où les établissements sont typés par catégorie de clientèle, principalement de gars musclés, lesbiennes masculines, adeptes des dragqueens. Les personnes LGBT à la recherche d'autres produits typés comme les jeunes hommes branchés inspirés par les styles de New York ou de Londres, les lesbiennes plus soignées et chics, une faune à l'affut de la mode et des arts visuels, fréquentent des lieux à l'extérieur du Village. Néanmoins, tous confirment que le Village est essentiel pour les gens à la recherche d'eux-mêmes, qui ne sont pas acceptés dans leur milieu, y compris dans les régions. Bien que les femmes soient admises et bienvenues dans les bars dédiés aux hommes gais, il arrive que le comportement de groupes de filles hétérosexuelles, notamment dans le cas d'enterrements de vie de jeune fille, puisse incommoder la clientèle. 
Les habitants du Village seraient particulièrement ouverts à avoir et tolérer des animaux domestiques, notamment les chiens.